# Famille Goossens
Pour les articles homonymes, voir Goossens.

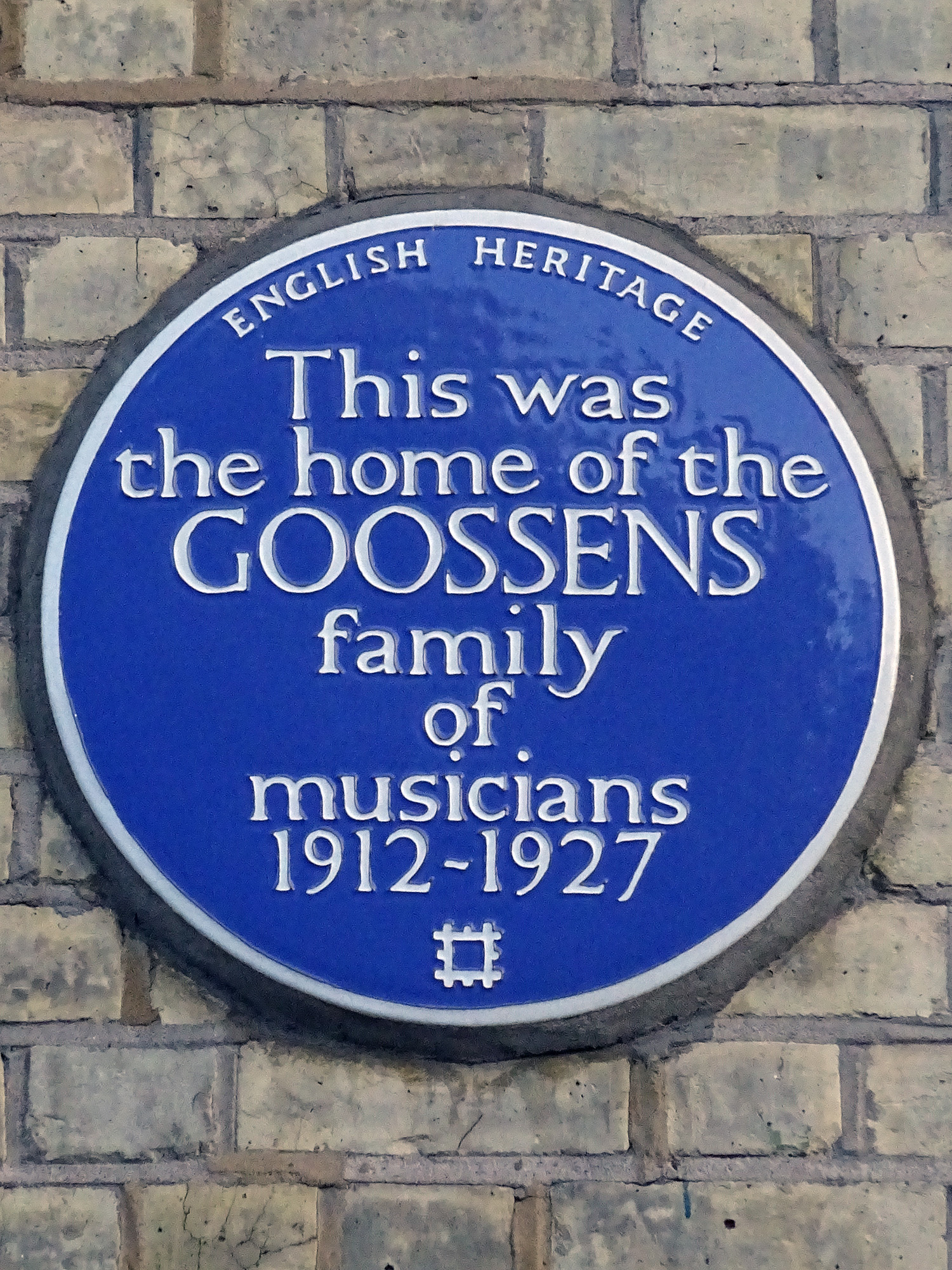

La famille Goossens est une famille de musiciens britanniques d'origine belge,,.

## Membres
Le patriarche est Eugène Goossens (1845-1906), chef d'orchestre belge,,.
Son fils est Eugène Goossens (1867-1958), violoniste et chef d'orchestre né en France,,.
Les enfants d'Eugène sont :
- Eugene Goossens (1893-1962), chef d'orchestre et compositeur britannique[4],[2],[3] ;
- Marie Goossens (1894-1991), harpiste britannique[5],[2],[3] ;
- Adolphe Goossens (en) (1896-1916), corniste britannique[3] ;
- Léon Goossens (1897-1988), hautboïste britannique[5],[2],[3] ;
- Sidonie Goossens (1899-2004), harpiste britannique[5],[2],[3].